# Stay Here Forever
"Stay Here Forever" é uma canção composta e gravada pela cantora norte-americana de country Jewel, para a trilha sonora do filme Idas e Vindas do Amor e incluída no seu segundo álbum country "Sweet And Wild".

## Videoclipe
O videoclipe da canção foi filmado em Janeiro e lançado no dia 1º de fevereiro de 2010. O clipe tem cenas do filme Idas e Vindas do Amor e também Jewel numa floricultura.

## Paradas musicais
| Parada (2010)                                     | Melhor posição |
| ------------------------------------------------- | -------------- |
| Estados Unidos (U.S. Billboard Hot Country Songs) | 34             |

1. ↑  http://www.countryuniverse.net/2010/01/25/review-jewel-stay-here-forever/
2. ↑  http://www.cmt.com/videos/jewel/476858/stay-here-forever.jhtml?id=1630752